# هيلين أوهارا
هيلين أوهارا (بالإنجليزية: Helen O'Hara)‏ هي مغنية وعازفة كمان بريطانية، ولدت في 3 يناير 1955 في برستل في المملكة المتحدة.

## وصلات خارجية
- هيلين أوهارا على موقع ميوزك برينز (الإنجليزية)
- هيلين أوهارا على موقع أول ميوزيك (الإنجليزية)
- هيلين أوهارا على موقع ديسكوغز (الإنجليزية)